# Teologická fakulta Jihočeské univerzity
Teologická fakulta (TF) Jihočeské univerzity v Českých Budějovicích (JU) byla založena 8. listopadu 1991. Ve spolupráci s biskupstvím českobudějovickým ji zřídil Akademický senát Jihočeské univerzity, která vznikla krátce předtím. Navazuje na tradici biskupského semináře, který v Českých Budějovicích existoval v letech 1803 až 1950.
Dnešní teologická fakulta se nachází ve stejné budově jako dřívější seminář (tj. v bývalém kapucínském klášteře v centru Českých Budějovic). Fakulta úzce spolupracuje s biskupstvím českobudějovickým a dle svého statutu je při výuce a vědeckém bádání vázána věroukou katolické církve. Českobudějovickému biskupovi přísluší dozorovat Teologickou fakultu jako její moderátor.
Teologická fakulta v Českých Budějovicích byla ve srovnání s ostatními teologickými fakultami v České republice považována za fakultu, která nepovažovala výchovu nových kněží za jedinou hlavní náplň výuky. Nicméně v roce 2017 zřídil v Českých Budějovicích - Suchém Vrbném biskup Vlastimil Kročil kněžský seminář a intelektuální formaci tamních bohoslovců svěřil právě českobudějovické teologické fakultě.
Fakulta se věnuje vzdělávání pomáhajících profesí, zejména sociálních pracovníků a pedagogů. Působí také v oblasti filosofie. V teologii je orientována vedle přípravy a dalšího vzdělávání kněží a jáhnů zejména na vzdělávání křesťanských laiků. Za důležitou součást své badatelské a pedagogické práce na poli teologie považuje ekumenickou otevřenost.

## Oblasti vzdělávání
- Teologie:
  - bakalářský obor Teologie
  - navazující magisterský program Teologie
  - navazující magisterský program Teologie služby
  - magisterský program Teologie
  - doktorský program Teologie
  - habilitační a jmenovací práva pro oblast Teologie
- Sociální práce:
  - bakalářský program Sociální a charitativní práce
  - navazující magisterský program Etika v sociální práci
  - doktorský program Spiritualita a etika v sociální práci
- Filosofie a religionistika:
  - bakalářský program Filosofie
  - bakalářský program Religionistika
  - navazující magisterský program Filosofie
  - doktorský program Filosofie
  - habilitační a jmenovací práva pro oblast Filosofie
- Učitelství a vychovatelství:
  - bakalářský program Pedagogika volného času
  - navazující magisterský program Pedagogika volného času

Fakulta dále působí v oblasti celoživotního vzdělávání, včetně tzv. univerzity třetího věku. Nabízí kurzy pro nemocniční nebo vězeňské kaplany nebo vzdělávání učitelů náboženství a také řadu zájmových kurzů.

## Seznam děkanů teologické fakulty
- Karel Flossmann (1992)
  - Zdeněk Demel (1992–1993, pověřen řízením)
- František Kopecký (1993–1996)
  - Josef Dolista (1996, pověřen řízením)
- Karel Skalický (1996–1999)
- Josef Dolista (1999–2002)
- Jiří Kašný (2002–2008)
- Tomáš Machula (2008–2016)
- Rudolf Svoboda (2016–2024)
- Michal Opatrný zvolen 6. 12. 2023

## Vedení fakulty
- doc. Michal Opatrný, Dr. theol. – děkan
- prof. Tomáš Machula,  Ph.D., Th. D. – proděkan pro vědu
- doc. ThLic. Adam Mackerle, Th.D. – proděkan pro rozvoj a digitalizaci
- Mgr. Věra Suchomelová, Th.D. – proděkanka pro zahraniční vztahy
- Mgr. Viktor Ber, Ph.D. – proděkan pro vnitřní hodnocení a akreditace
- Mgr. Lucie Kolářová,  Dr. theol. – proděkanka pro studijní a pedagogickou činnost

## Časopisy vydávané fakultou
- Studia theologica - vydáváno spolu s Cyrilometodějskou teologickou fakultou UP v Olomouci, Katolickou teologickou fakultou UK v Praze a Teologickou fakultou Trnavské univerzity.
- Studia Neoaristotelica: A Journal of Analytical Scholasticism - odborný časopis vydávaný v německém nakladatelství Editiones scholasticae, onlinově distribuovaný americkou Philosophy Documentation Center
- Caritas et veritas - internetový časopis pro vztah křesťanství a humanitních a sociálních oborů.
- KS Studies - internetový časopis pro obory teologie a religionistika vydávaný k poctě prof. Karla Skalického[2]